# Colposternus tenuilineatus
Colposternus tenuilineatus är en skalbaggsart som först beskrevs av Horn 1894.  Colposternus tenuilineatus ingår i släktet Colposternus och familjen trägnagare. Inga underarter finns listade i Catalogue of Life.